# 1429
1429 (MCDXXIX) je bilo navadno leto, ki se je po julijanskem koledarju začelo na soboto.

## Dogodki
- 27. april - bitka pri Orléansu. Francoska podporna vojska pod poveljstvom Ivane Orleanske in Duca d'Alençona prodre v Orléans.
- 7. maj - Francozi, ki jih vodi Ivana Orleanska zavzamejo mostišče v rokah Angležev na južni strani reke Loare.
- 8. september - v Reimsu kronajo Karla VII.
- - ogenj uniči finsko mesto Turku.

## Smrti
- 20. februar - Giovanni di Bicci de' Medici, florentinski trgovec in bankir (* 1360)
- 22. junij - Gijasedin al-Kaši, tatarski astronom, matematik (* okoli 1370)
- 12. julij - Jean Charlier de Gerson, francoski teolog in mistik (* 1363)
- 13. september - Carlo I. Malatesta, italijanski condottiero, vladar Riminija in Cesene (* 1368)

Neznan datum
- Henrik von Plauen, 27. veliki mojster  Tevtonskega viteškega reda (* 1370)